# Geschäftsvolumen
Das Geschäftsvolumen ist eine betriebswirtschaftliche Kennzahl zur Messung der Betriebsgröße und des Geschäftsumfanges bei Kreditinstituten.

## Allgemeines
Bei Nichtbanken wie etwa in Handel, Industrie und Dienstleistungsgewerbe werden als Größenmaßstab üblicherweise die Anzahl der Beschäftigten oder die Umsatzerlöse zugrunde gelegt. Damit können Größenvergleiche von Konkurrenten oder Marktanteile innerhalb einer Branche gemessen werden. Bei Versicherungen haben sich die Jahresprämieneinnahmen durchgesetzt.

## Kreditinstitute
Da bei Kreditinstituten die Umsatzerlöse im Rechnungswesen keine Bedeutung besitzen und deshalb auch nicht im Jahresabschluss veröffentlicht werden, ist die Bankbetriebslehre zunächst dazu übergegangen, die Bilanzsumme als Maßgröße heranzuziehen. Um noch repräsentativere Ergebnisse zu erzielen, werden die nicht in der Bilanzsumme enthaltenen Eventualverbindlichkeiten berücksichtigt. Diese setzen sich aus Indossamentsverbindlichkeiten, den von einer Bank im Rahmen eines Avalkredits übernommenen Bürgschaften/Garantien/sonstigen Gewährleistungen und ganz oder teilweise nicht in Anspruch genommenen unwiderruflichen Kreditzusagen zusammen.

## Kennzahlen
Das Geschäftsvolumen ermittelt sich aus der Bilanzsumme zuzüglich Eventualverbindlichkeiten:
{\displaystyle {\mbox{Geschäftsvolumen}}={{\mbox{Bilanzsumme}}+{\mbox{Eventualverbindlichkeiten}}}}
Das Geschäftsvolumen erfasst die zum Bilanzstichtag bilanzwirksamen Bestände an Bankgeschäften, die ein Kreditinstitut in der Vergangenheit getätigt hat. Allerdings fehlen wichtige Positionen der nicht bilanzwirksamen Bankgeschäfte, zu denen der Zahlungsverkehr, das Wertpapierkommissionsgeschäft und das Depotgeschäft gehören.
Das so ermittelte Geschäftsvolumen ist Grundlage für weitere bankbetriebliche Kennzahlen wie dem Return on Assets:
{\displaystyle {\text{Return on Assets}}={\frac {\text{Jahresüberschuss}}{\text{Geschäftsvolumen}}}}
Der Return on Assets ist eine Kennzahl bei Kreditinstituten, die den Jahresüberschuss dem gesamten Anlagevermögen gegenüberstellt und damit die Verzinsung der Vermögensgegenstände anzeigt. Das Pendant bei Nichtbanken ist die Gesamtkapitalrentabilität.
Die Bruttozinsspanne misst die Rentabilität von Kreditinstituten:
{\displaystyle {\text{Bruttozinsspanne}}={\frac {\text{Zinserträge}}{\text{Geschäftsvolumen}}}\cdot 100\,\%}
Die gesamten Zinserträge eines Geschäftsjahres werden dem Geschäftsvolumen gegenübergestellt.